# ادریس جطو
ادریس جطو (عربی: إدريس جطو؛ زاده ۲۴ مهٔ ۱۹۴۵) یک سیاست‌مدار اهل مراکش است.